# Loveless
Az 1991-es Loveless a My Bloody Valentine második, egyben utolsó nagylemeze. A felvételek két éven keresztül, 19 stúdióban készültek. A munkálatokból Kevin Shields énekes-gitáros vette ki a leginkább a részét. A lemeznek egy konkrét hangzást szeretett volna kialakítani, így több különféle technikát alkalmaztak, mint a tremolókart, dob-sample-öket és háttérbe szorított éneket. A munkálatok során több hangmérnököt foglalkoztattak és rúgtak ki, de végül az együttes mindenkit feltüntetett a borítón, aki részt vett a munkálatokban. A lemez elkészítése a pletykák szerint 250 ezer fontba került, ami csődközeli állapotba sodorta a kiadót.
A felvételek alatt megromlott az együttes és a kiadó kapcsolata, így a kiadó megvált az együttestől a lemez kiadása után, a Shields-szel való együttműködés nehézségeire és drágaságára hivatkozva. Bár a Loveless nem ért el komoly kereskedelmi sikereket, a kritikusok dicsérték. A shoegazing egyik mérföldkövének tartják, több művészre gyakorolt mély benyomást. A kritikusok a 90-es évek egyik legjobb albumának tartják.
A Pitchfork Media az 1990-es évek legjobb lemezének nevezte 1999-ben, a 2003-as összeállításukban a 2. helyre csúszott vissza. 2003-ban 219. lett a Rolling Stone magazin Minden idők 500 legjobb albuma listáján. 2004-ben a The Observer a 20. helyre rakta a 100 legjobb brit album listán. Szerepel az 1001 lemez, amit hallanod kell, mielőtt meghalsz című könyvben.

## Az album dalai
|     | Cím                | Szerző(k)                      | Hossz |
| --- | ------------------ | ------------------------------ | ----- |
| 1.  | Only Shallow       | Bilinda Butcher, Kevin Shields | 4:17  |
| 2.  | Loomer             | Butcher, Shields               | 2:38  |
| 3.  | Touched            | Colm Ó Cíosóig                 | 0:56  |
| 4.  | To Here Knows When | Butcher, Shields               | 5:31  |
| 5.  | When You Sleep     | Shields                        | 4:11  |
| 6.  | I Only Said        | Shields                        | 5:34  |
| 7.  | Come in Alone      | Shields                        | 3:58  |
| 8.  | Sometimes          | Shields                        | 5:19  |
| 9.  | Blown a Wish       | Butcher, Shields               | 3:36  |
| 10. | What You Want      | Shields                        | 5:33  |
| 11. | Soon               | Shields                        | 6:58  |

## Közreműködők

### Együttes
- Bilinda Butcher – gitár, ének
- Deb Googe – basszusgitár
- Colm O'Ciosoig – dob, hangmérnök, keverés, producer, sample-ök
- Kevin Shields – gitár, ének, hangmérnök, keverés, producer, sample-ök

### Produkció
- Nick Addison – hangmérnök
- Darren Allison – hangmérnök
- Harold Burgon – hangmérnök
- Adrian Bushby – hangmérnök
- Angus Cameron – fényképek
- Anjali Dutt – hangmérnök
- Guy Fixsen – hangmérnök
- Pascale Glovetto – hangmérnök
- Dick Meaney – hangmérnök
- Alan Moulder – hangmérnök
- My Bloody Valentine – művészi vezető
- Nick Robbins – hangmérnök
- Nick Savage – hangmérnök
- Ann Marie Shields – koordinátor
- Charles Steel – hangmérnök
- Ingo Vauk – hangmérnök
- Andy Wilkinson – hangmérnök

## Fordítás
Ez a szócikk részben vagy egészben a Loveless (album) című angol Wikipédia-szócikk ezen változatának fordításán alapul.  Az eredeti cikk szerkesztőit annak laptörténete sorolja fel. Ez a jelzés csupán a megfogalmazás eredetét és a szerzői jogokat jelzi, nem szolgál a cikkben szereplő információk forrásmegjelöléseként.